# Денисія. Світи Володимира Денисенка
«Денисі́я. Світи Володимира Денисенка» (робоча назва «Отаман українського кіно») — українська арт-документальна стрічка режисера Олександра Денисенка. Прем'єра стрічки відбулась 15 січня 2014 року в «Будинку кіно»

## Про фільм
Фільм Олександра Денисенка присвячений його батькові — режисерові Володимиру Денисенко. 
У стрічці є ігрові сцени, домішки анімації та історичної хроніки, коментарі друзів та родичів. Натурні зйомки проходили в селі Ме́двин, де народився та жив під час окупації Володимир Терентійович. У зйомках брали участь мешканці села.
Стрічку створено за державні кошти. Кошторис фільму склав 1 199 738 грн.